# Park Drive 1000
Das Park Drive 1000 1973 war ein einmalig ausgetragenes Snookerturnier, dessen einzige Ausgabe als Einladungsturnier im Rahmen der Saison 1972/73 stattfand. Das Turnier wurde Anfang 1973 im Belle Isle Working Mens club ausgetragen, einem Working men’s club in der englischen Stadt Leeds. Das Turnier gewann John Spencer, der im Finale den Nordiren Jackie Rea besiegte. Daten über potenziell hohe Breaks sind nicht vorhanden.

## Preisgeld
Das Turnier wurde von dem Unternehmen Park Drive gesponsert. Insgesamt gab es ein Preisgeld von 782 £ zu gewinnen, von dem mit 400 £ über die Hälfte auf den Sieger entfiel.
|                | Preisgeld |
| -------------- | --------- |
| Sieger         | 400 £     |
| Finalist       | 300 £     |
| Höchstes Break | 82 £      |
| Insgesamt      | 782 £     |

## Turnierverlauf
Zum Turnier wurden insgesamt acht Profispieler eingeladen, die zumeist der damaligen Weltspitze zugerechnet werden können und hauptsächlich aus England kamen. Die acht Spieler starteten mit dem Viertelfinale ins Turnier, ab dem im K.-o.-System der Sieger ermittelt wurde. Viertel- und Halbfinale wurden im Modus Best of 3 Frames ausgespielt, woran sich das Endspiel im Modus Best of 5 Frames anschloss.

|  | Viertelfinale Best of 3 Frames | Viertelfinale Best of 3 Frames |              |   | Halbfinale Best of 3 Frames | Halbfinale Best of 3 Frames |  |  | Finale Best of 5 Frames | Finale Best of 5 Frames |
|  |                                |                                |              |   |                             |                             |  |  |                         |                         |
|  | John Spencer                   | 2                              |              |   |                             |                             |  |  |                         |                         |
|  | John Dunning                   | 0                              |              |   |                             |                             |  |  |                         |                         |
|  | John Dunning                   | 0                              | John Spencer | 2 |                             |                             |  |  |                         |                         |
|  |                                |                                | John Spencer | 2 |                             |                             |  |  |                         |                         |
|  |                                | Graham Miles                   | 1            |   |                             |                             |  |  |                         |                         |
|  | Graham Miles                   | Graham Miles                   | 1            | 2 |                             |                             |  |  |                         |                         |
|  | Graham Miles                   |                                |              | 2 |                             |                             |  |  |                         |                         |
|  | John Pulman                    | 0                              |              |   |                             |                             |  |  |                         |                         |
|  |                                |                                | John Spencer | 3 |                             |                             |  |  |                         |                         |
|  |                                | Jackie Rea                     | 2            |   |                             |                             |  |  |                         |                         |
|  | Jackie Rea                     | 2                              |              |   |                             |                             |  |  |                         |                         |
|  | Alex Higgins                   | 0                              |              |   |                             |                             |  |  |                         |                         |
|  | Alex Higgins                   | 0                              | Jackie Rea   | 2 |                             |                             |  |  |                         |                         |
|  |                                |                                | Jackie Rea   | 2 |                             |                             |  |  |                         |                         |
|  |                                | David Taylor                   | 1            |   |                             |                             |  |  |                         |                         |
|  | David Taylor                   | David Taylor                   | 1            | 2 |                             |                             |  |  |                         |                         |
|  | David Taylor                   |                                |              | 2 |                             |                             |  |  |                         |                         |
|  | Ray Reardon                    | 1                              |              |   |                             |                             |  |  |                         |                         |

### Finale
Der Engländer John Spencer gehörte seit geraumer Zeit zur Weltspitze und hatte unter anderem ein paar Jahre zuvor die Weltmeisterschaft gewonnen. Bei diesem Turnier war er mit einem deutlichen Sieg über John Dunning, einer der unbekannteren Teilnehmer, gestartet und hatte sich dann mit einem 2:1-Sieg über den späteren Vizeweltmeister Graham Miles seinen Platz im Finale gesichert. In diesem traf er auf den Nordiren Jackie Rea, der bereits in den 1950er-Jahren auf hohem Niveau gespielt hatte und jetzt wieder in einem Finale stand. Er hatte überraschend den amtierenden Weltmeister Alex Higgins besiegt und sich dann mit einem weiteren Sieg über David Taylor für das Finale qualifiziert.
Vom Finale sind nur bruchstückhaft Frame-Ergebnisse überliefert. So ging der zweite Frame der Partie an Rea, woran sich ein gewonnener Frame von Spencer anschloss. Summa summarum gewann der Engländer das Finale mit 3:2.
| Finale: Best of 5 Frames Belle Isle Working Mens club, Leeds, England, 1973 |                |            |
| John Spencer                                                                | 3:2            | Jackie Rea |
| ??:??, 38:52, 72:45, ??:??, ??:??                                           |                |            |
| –                                                                           | Höchstes Break | –          |
| –                                                                           | Century-Breaks | –          |
| –                                                                           | 50+-Breaks     | –          |